# Щучий
Щу́чий (рос. Щучий) — річка в Республіці Комі, Росія, права притока річки Ілич, правої притоки річки Печора. Протікає територією Троїцько-Печорського району.
Річка протікає на північ, північний схід, північ та північний захід.